# Corriente Revolucionaria de los Trabajadores
La Corriente Revolucionaria de los Trabajadores (CRT) es un partido político español inscrito en el Registro del Ministerio del Interior el 31 de mayo de 2023.

## Historia

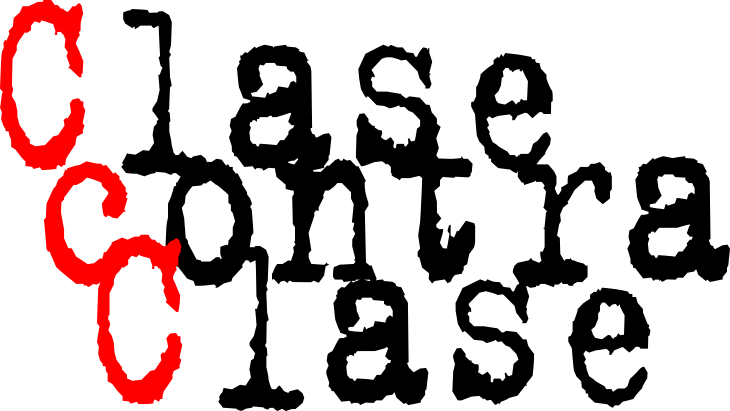
Viejo logo de la agrupación Clase contra Clase

Nacida en 2005 como una escisión de la agrupación Nuevo Claridad, ofrecieron resistencia al giro a la derecha de esta corriente, integrada política y organizativamente en el proyecto de Izquierda Unida desde 1993 y por creer que este proyecto había abandonado toda línea de independencia de clase; tras una conferencia dada en España por el líder boliviano de la LOR-CI, Javo Ferreira, entraron en contacto con la Fracción Trotskista, asistiendo a su tercera conferencia internacional en ese añoy estableciéndose como su sección española bajo el nombre de Clase Contra Clase (CcC). Con el surgimiento del movimiento 15M, Clase contra Clase logró dar un salto cualitativo y pudo crecer en el resto del estado debido a la participación que tuvieron en el movimiento. Participaron activamente en las huelgas generales de 2012, apoyaron la huelga de los trabajadores de la panificadora Panrico en Barcelona (la más grande desde la guerra civil española),la de los trabajadores de la planta de Santa Perpetua de Coca Cola, la lucha de las hoteleras agrupadas en la plataforma Las Kellys y la huelga de los trabajadores Movistar. Después de un período de crecimiento orgánico, Clase contra Clase celebró una conferencia extraordinaria y allí resolvió cambiar su nombre a Corriente Revolucionaria de Trabajadores.
Junto con otras corrientes, impulsó en Barcelona la iniciativa No Hay Tiempo que Perder.
La CRT es independiente de los grandes partidos de la izquierda española como Podemos e Izquierda Unida. Ha tratado de impulsar un frente trotskista junto con otras organizaciones, pero no ha recibido respuesta positiva del resto de actores, debido a las críticas de estas a la CRT, con acusaciones de sectarismo.  En 2018, se fundó su sección juvenil Contracorriente, la cual mantiene una notable presencia en Madrid y residual en Barcelona y Zaragoza, formando parte del movimiento estudiantil de esas ciudades. Además, impulsa la agrupación feminista Pan y Rosas en España. El sitio de información de la CRT es Izquierda Diario.es, que forma parte de la Red Internacional La Izquierda Diario, impulsada por las organizaciones que forman parte de la Fracción Trotskista por la Cuarta Internacional.
Cabe añadir que  CRT, en ningún momento de su historia, como la mayoría de las organizaciones troskistas en España que no sean anticapitalistas, heredera de la inexistente ya Liga Comunista Revolucionaria (España) ha superado tener más de 100 militantes en una ciudad; cuando se habla de notable presencia tiene que ver más con una fuerte campaña en redes sociales que un verdadero gran número de militantes, en cada universidad no llegan a ser más de 10 (por universidad, no por facultad), una de sus tácticas entristas que les ha hecho ganar muchos enemigos entre las militancias de izquierdas madrileñas es el hecho de a cada acto político traer gran parte de su militancia para forzar las votación en función de sus intereses partidistas, aparte de nunca colaborar con cualquier otro grupo político acusándoles sectariamente de burócratas.
La CRT actualmente tiene presencia en la Universidad Politécnica de Barcelona, en la Universidad Autónoma de Barcelona, en la Universidad Autónoma de Madrid, en la Universidad Complutense de Madrid, en la Universidad Carlos III de Madrid, en el sindicato de Telepizza, y en la Universidad de Zaragoza, entre otros. En todos estos sitios, con todo lo que hemos dicho antes no llegan a ser más de 5-10 por cada universidad (principalmente), instituto o centro de trabajo.
El partido concurrió a las Elecciones al Parlamento Europeo de 2024, en las que obtuvo 5.527 votos (un 0,03% del total), quedando en penúltima posición y sin representación.